# Wingenbach (Ruppichteroth)
Wingenbach ist ein Ortsteil der Gemeinde Ruppichteroth im Nutscheid.

## Geschichte
Wingenbach war Stammgut der Herren von Scheidt genannt Weschpfennig. Im Rentbuch des Amtes Blankenberg ist als letzter der Familie Junker Hans Wilhelm erwähnt, der um 1667 verstorben ist. In einer Zusammenstellung der adeligen Güter aus dem Jahre 1644 sind für Wingenbach als Pferdedienst eingetragen: Zwei Pferde, ein Fuder Hafer. Diese mussten im Kriegsfalle gestellt werden.
Besitzer wurde nach dem Tod von Johann Scheid sein Schwiegersohn Friedrich Heinrich Scherer, der mit der Tochter Maria Catharine (1650–1711) verheiratet war. Scherer war Richter und Rentmeister im Amt Windeck.

## Kapelle
1707 ließ Scherer auf Anregung des katholischen Pfarrers eine Kapelle auf dem Gut bauen. Da er dieses jedoch wegen Geldsorgen bald verkaufte, gab es einen Streit um diese. Der neue Käufer war der Protestant Bock von Wülfringen, genannt Bock von Eisengarten, der keine katholische Kapelle auf seinem Besitz haben wollte. Obwohl die Kapelle am 16. Juli 1708 als Argumentation gegen den Abriss eingeweiht wurde, entschied die Kirche gegen die Einschränkung der Besitzrechte. Letztlich verkaufte Scherer das Material der Kapelle zum Aufbau der Waldbröler Kirche.

## Einwohner
1809 hatte der Ort neun katholische Einwohner.
Für 1910 waren in Wingenbach drei Haushalte verzeichnet: Telegrafenarbeiter Franz Hambücher, Ackerer Johann Wilhelm Hambücher und Gastwirt Heinrich Schmidt.